# Lembung Gunung
Lembung Gunung is een bestuurslaag in het regentschap Bangkalan van de provincie Oost-Java, Indonesië. Lembung Gunung telt 3791 inwoners (volkstelling 2010).